# Factor sigma

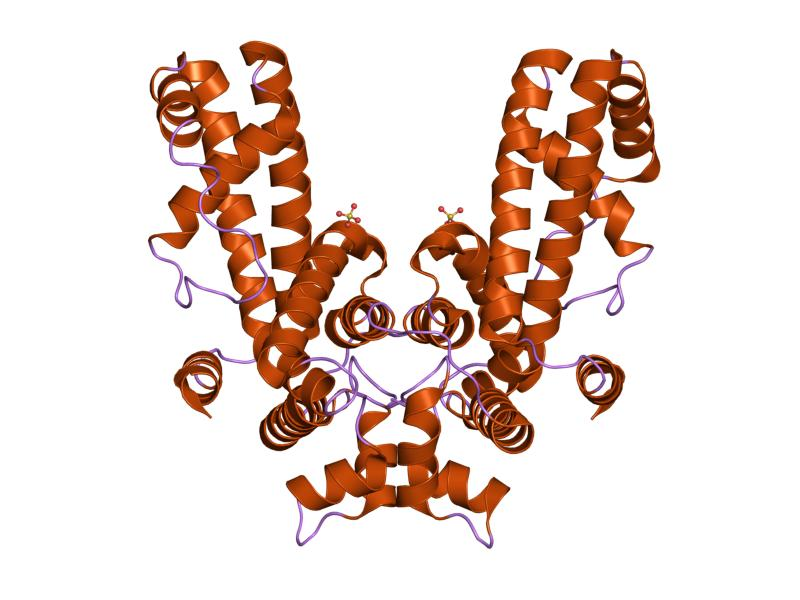
Representación de la estructura molecular de la proteína registrada con código 1ku2.

Los factores sigma o factores σ son proteínas que se encuentran en procariontes como subunidades de la ARN polimerasa. Le permiten reconocer las secuencias promotoras del ADN para iniciar la transcripción. Los factores sigma más comunes son los factores σ70 y σ54.

## Factor σ70
Es el más común, interactúa con la mayoría de los promotores procariontes. Es regulado por represores y activadores que se encuentran cercanos al promotor.
No es imprescindible que funcione con elementos accesorios. Hay varios y de diversos tipos en una misma célula, y reconocen un promotor con secuencias conservadas en posiciones -10 y -35.
Algunos ejemplos de promotores reconocidos por la ARN Polimerasa-σ70 son el del operón lac y del operón trp.

## Factor σ54
El Factor σ54 (σ54, sigma N, o RpoN)  codificado por el gen  rpoN (RNA polimerasa, nitrógeno- limitante N), es una proteína que controla la unión de la RNA polimerasa en  Escherichia coli y otras especies bacterianas ejerciendo un control de la expresión génica de forma antagonista al factor sigma RpoS.

El Factor σ54 controla genes implicados en la biosíntesis de enzimas clave en la asimilación de nitrógeno, biosíntesis de flagelos y pili así como otras enzimas del metabolismo central. 
Las regiones promotoras de los genes regulados por el  Factor σ54 poseen la siguiente secuencia consenso: TTGGCACGGTTTTTGCT.

La ARN polimerasa-σ54 reconoce secuencias que son reguladas exclusivamente por activadores que se encuentran unidos a secuencias amplificadoras localizadas cientos o miles de pares de bases (pb) del promotor corriente arriba.
Un ejemplo de promotor reconocido por la ARN Polimerasa-σ54 es el del gen glnA.